# Puma Automóveis
A Puma Automóveis Ltda., ou simplesmente Puma, é uma fabricante brasileira de automóveis esportivos e caminhões de pequeno porte, que atuou entre 1963 iniciando com o nome Lumimari (em homenagem as iniciais dos nomes dos 4 sócios Luiz Roberto Alves da Costa, Milton Masteguin, Mario Cezar de Camargo Filho e Rino Malzoni), mudou seu nome para Puma Veículos e Motores em 1964 e posteriormente para Puma Indústria de Veículos S/A, em 1974. Em 1986, a marca cedeu por tempo limitado os direitos de produção de seus veículos a Araucária Veículos Ltda que durou até 1988 e que posteriormente foi adquirida pela Alfa Metais Veículos Ltda que continuou a produção e encerrou suas atividades em 1999 retornando os direitos da marca à Puma Indústria de Veículos S/A (ainda ativa juridicamente até a atualidade). Ainda nos anos 70 e 80, a Puma homologou sua marca e design para uma empresa na África do Sul que também produziu os veículos com algumas alterações para adaptar a peças disponíveis no país onde era sediada em Durban, a empresa em questão utilizou o nome, marca e moldes de carroceria até 1990 onde encerrou suas atividades e posteriormente tentou uma sobrevida comercializando kits de carrocerias para adaptação, mas também encerrou duas atividades. A Puma Autilizou em seus automóveis mecânicas DKW 3 cilindros (até 1969), Volkswagen 4 cilindros refrigerado a ar a partir de 1969 (utilizou refrigeração a agua em 1990 o famoso VW AP) e General Motors 4 cilindros (GM151) e 6 cilindros (GM250S). Nos caminhões utilizou motores como MWM, Perkins e Detroit. Acredita-se que no Brasil tenha sido o primeiro fabricante a utilizar o cambio automático Alisson no final dos anos 70. Em 1980 a Puma em parceria com a Bardella, lucas e Marcopollo criou o primeiro caminhão elétrico brasileiro chamado Eletron. Já na fase de homologação de direitos de marca para a Alfa Metais, os veículos esportivos foram fabricados de 1988 a 1994, sendo re-estilizações da versão GTB S2 e P-018, esse último re-potencializado com o motor VW AP 1.6 e 1.8.
Retornou em 2013, baseada agora no interior de São Paulo, com o nome de Puma Automóveis Ltda sob o comando de um dos herdeiros da marca (que foi diretor industrial da Puma Indústria de Veículos S/A) com um novo projeto intitulado Puma P-052 (protótipo 052 fabricado especialmente para pistas) e posteriormente criou o Puma GT Lumimari em homenagem ao nome original da empresa.

## História
A Puma teve seu início nas pistas e de um sonho do projetista e imigrante italiano, naturalizado no Brasil, Rino Malzoni, de projetar e fabricar um veículo com uma carroceria de fibra de vidro e montar essa carroceria sobre a plataforma de um veículo de passeio com um motor e suspensão modificados para ter um melhor desempenho e agregar um acabamento compatível com um carro de proposta esportiva.
Esse sonho motivou Malzoni a criar um protótipo de um automóvel de corrida, que foi desenvolvido em sua fazenda em Matão, interior de São Paulo. Ele teve o apoio da Vemag, que forneceu mecânica e chassis, com o intuito de desbancar a Willys no Autódromo de Interlagos, além disso, o protótipo tinha um motor DKW dianteiro, 3 cilindros de 981 cm³ e pesava 720 kg. Esse protótipo teve 5 vitórias em Interlagos em 1964 e venceu as principais corridas do ano seguinte.

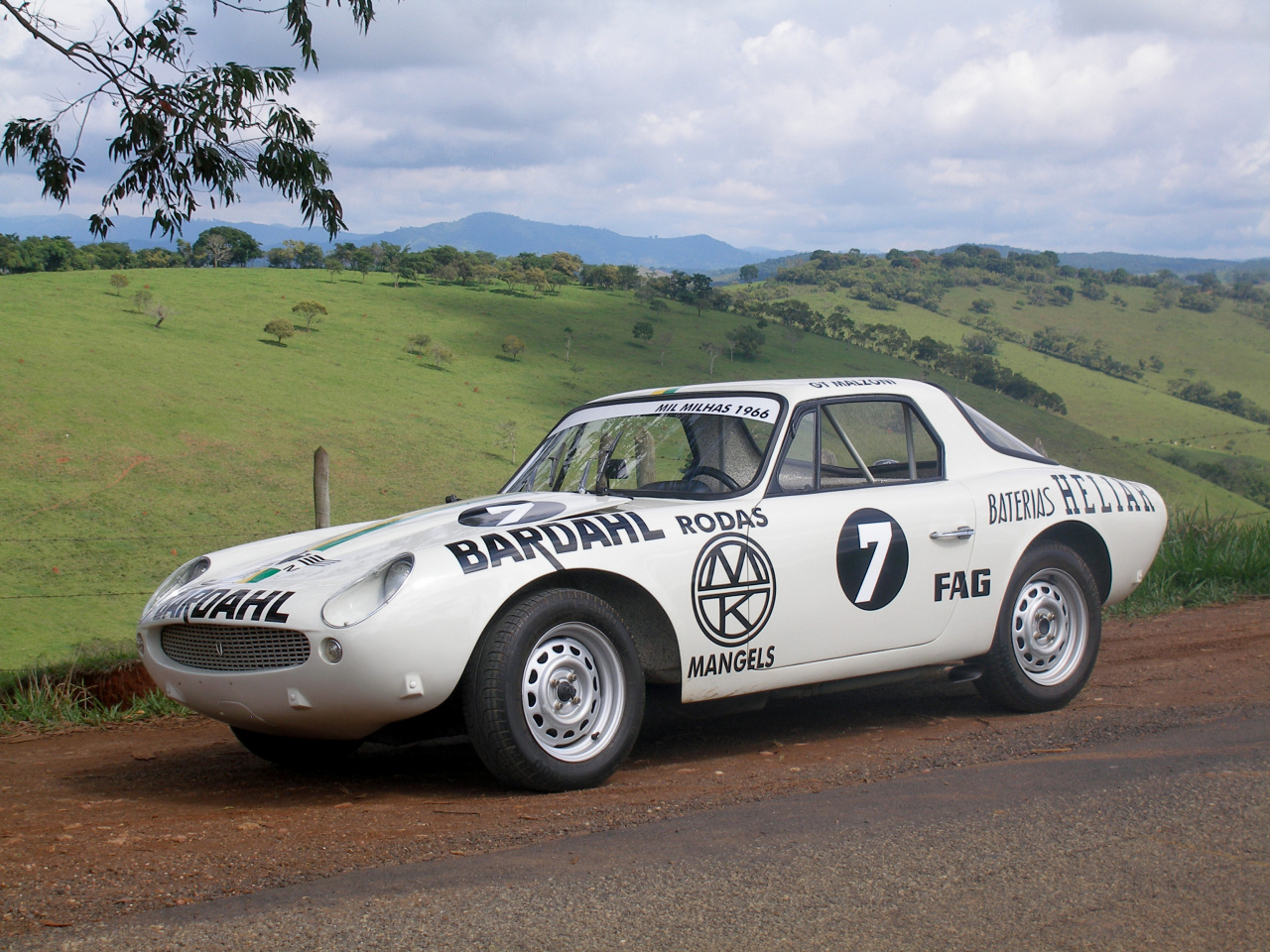
Puma GT Malzoni.

Com o enorme sucesso do modelo e as diversas vitórias em várias competições, no mesmo ano de lançamento do primeiro veículo, foi fundada a Sociedade de Automóveis Lumimari Ltda, por diversos apaixonados por automóveis, Luiz Roberto Alves da Costa (LU) Milton Masteguin (MI), Mário César de Camargo Filho (MA) e Rino Malzoni (RI), tendo seu primeiro modelo batizado de GT Malzoni em homenagem ao criador e principal envolvido a marca. Em 1966 a marca foi rebatizada para Puma Veículos e Motores Ltda por sugestão do chefe do departamento de competições da Vemag, Jorge Lettry.
Ainda em 1966, a Puma participou do Salão do Automóvel e apresentou seu mais novo modelo, o Puma GT, conhecido por muitos como Puma DKW, que era em sua grande parte, uma melhoria do GT Malzoni, já que utilizava a mesma carroceria e corrigia alguns problemas do primeiro e adicionava algumas novidades, ao todo foram produzidos cerca de 125 unidades, até a Vemag ser comprada pela Volkswagen em 1967. No mesmo ano a Puma foi rebatizada de Puma Indústria de Veículos SA, se tornando uma empresa de capital aberto.

Estando em uma situação muito complicada, já que havia perdido sua única fornecedora de chassis e motores, Rino Malzoni ficou por 9 meses trabalhando em sua fazenda para criar um novo veículo para tentar reerguer sua empresa, ele então utilizou os chassis do Karmann-Ghia da VW, com algumas modificações e também usou um conjunto mecânico traseiro de 1500 cm³, também da Volkswagen. Esse então se tornou um dos modelos mais bem sucedidos da Puma, sendo produzido entre 1967 e 1970 e ajudando no crescimento da empresa e consolidando a marca.

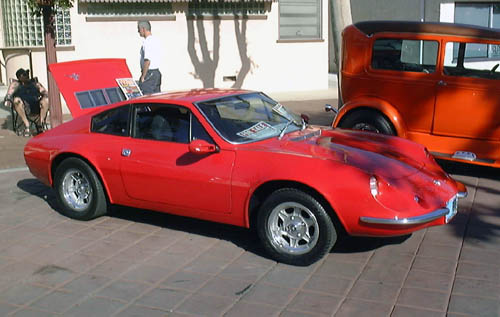
Puma GTE 1600, nos Estados Unidos.

No ano de 1969 a Puma fez uma edição limitada de seus esportivos para serem sorteados na revista Quatro Rodas, uma das mais importantes revistas do mundo automobilístico do país, o modelo em questão foi o Puma GT4R, no qual apenas 3 foram produzidos para o sorteio, nas cores cobre, azul e verde; tempos depois, mais um modelo foi feito, esse para Malzoni.
Já em 1970 a Puma lançou seu carro de maior sucesso até hoje, o Puma GTE, (E de “Exportação”), um carro esportivo para ser distribuído pelo mundo, sendo vendido para diversos países do mundo, como os países da Europa, Ásia, África e o continente Americano. O Puma GTE era uma versão atualizada do Puma GT, tendo seu design reformulado, atualizado e atendendo as legislações de trânsito de cada país onde era encomendado; além disso, em 1971 foi lançado o Puma Spyder, uma versão conversível e modificada do Puma GTE, ambos os veículos tinham mecânicas e componentes VW; anos mais tarde, em 1976, os modelos foram atualizados e lançados novamente.
Ainda em 1971 a Puma começou a fabricar, em segundo plano, cabines de caminhões para a Chevrolet, anos mais tarde, em 1978, a Puma resolveu lançar seu próprio modelo de caminhão, chamado de 4T, anos depois foi lançado o modelo Puma 6T e em 1981 o modelo Puma 2T e também foram feitos ônibus com chassis de seus caminhões.

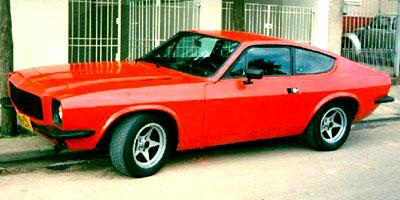
Puma GTB.

Três anos depois, em 1974 foi lançado o Puma GTB, (Gran Turismo Brasil), um carro baseado no design do limitado Puma GT4R, no Mustang e também no Opala, era um carro que estava em desenvolvimento desde 1971, mas que foi lançado anos depois para ter seu design reformulado, era um dos carros mais caros da época, mas fez um grande sucesso entre o ano de seu lançamento, até 1987. Em 1978, foi lançado o Puma GTB S2, uma versão atualizada para a nova era dos anos de 1980 que estavam por vir, com um design mais moderno, mais potente e maior, agora deixando de lado o chassi do Karmann-Ghia e passando a utilizar os chassis da Brasília, também da Volkswagen.
Morre o fundador e criador da marca, Rino Malzoni, aos 62 anos de idade, em 1979.
Em 1980 dois modelos surgiram, o Puma GTI e o Puma GTC, ambos sendo uma re-estilização do Puma Spyder, com o GTC sendo a versão conversível do Puma GTI, esses veículos mantiveram os chassis da Brasília e se tornaram parte da era dos novos modelos da Puma com novos chassis e sendo eles versões melhoradas dos modelos antigos.
No começo dos anos de 1980 a empresa estava passando por dificuldades financeiras e estruturais, já que havia sofrido incêndios em suas fábricas, com essa crise, a empresa viu como saída reviver um de seus clássicos. Baseado no GTI, a Puma começou a desenvolver um projeto de um novo modelo, chamado de P-016, que teria seus próprios chassis, uma suspensão moderna e um motor refrigerado a água, mas por conta de seu alto custo, foi cancelado. Em paralelo com o P-016, foi feito o projeto do P-018, que possuía também teria uma nova carroceria, mas mantendo os chassis e mecânica da VW, esse projeto tinha grandes inspirações no modelo GTB S2. O P-018 foi lançado em 1981, mas por conta de seus problemas, a Puma acaba cedendo seus direitos por tempo limitado em novembro de 1985 para a Araucária Veículos, uma empresa do Paraná, a qual deu continuidade à produção dos modelos Puma.
Alguns anos depois, em 1988, a Alfa Metais Veículos Ltda comprou a Araucária Veículos e adquiriu os direitos da Puma e também continuou com os novos modelos, mas esses com algumas modificações de design e um motor de Opala, esses modelos não agradaram os compradores. Em 1990, um grande sócio da empresa, Nívio de Paula faleceu em um acidente, causando ainda mais problemas para a empresa, os veículos esportivos da Puma continuaram a ser produzidos até 1993, até que foi descontinuado e a Alfa Metais Veículos se manteve na ativa com a fabricação de ônibus e caminhões.
Em 1991 foi lançado o caminhão 914, que era baseado no 4T, mas com novas melhorias e também se mantendo um grande caminhão de cargas; já em 1994 a marca lançou o caminhão 9000 Turbo Power, sendo esse um caminhão muito mais potente e com um melhor design e resolução da marca até aquele momento; em 1996 a Puma lançou seu último projeto, o 7900 CB, uma versão de cabine pouco diferente do 9000 Turbo Power e que logo foi descontinuado. A Alfa Metais Veículos parou com a produção de caminhões e veículos da Puma em 1999, com isso os direitos da marca retornaram para a Puma Indústria de Veículos SA.
Em 2007, a Puma com sede em Durban, na África do Sul, começou com a fabricação do modelo Puma GT, com componentes da Volkswagen, em quantidade limitada. A Puma já havia cedido seus direitos de produção no país anos antes, em 1972 e 1989.

## Modelos raros
Por ser uma  marca de tradição de garagista, alguns modelos de Pumas são absolutamente raros. Foram fabricados apenas 135 Pumas com mecânica DKW, por exemplo. Em 1969, dado o sucesso da marca, a revista "Quatro Rodas" encomendou uma série exclusiva limitada a quatro exemplares  (em alusão ao título da revista "Quatro" rodas ) que deveriam ser sorteados para os assinantes da revista. Este foi o "Puma GT 4R", dois quais restam três (um dos exemplares se perdeu em um acidente automobilístico).  
Existe ainda os protótipos do "Puma alface", que foi uma derivação do Puma P018. Tal projeto começou com a visita do famoso boxeador dos EUA Muhammad Ali (cujo nome de origem seria Cassius Marcellus Clay) ao Brasil em 1987. Na época a Puma já passava por dificuldades e estava sendo controlada pela  Araucária Veículos. Muhammad Ali  se encantou pelos  carros da Puma e decidiu que revenderia eles nos EUA. Um dos nomes poderosos ligados Muhammad Ali foi o nobre saudita  Muhammad al-Fassi que se interessava em um novo modelo do Puma, um P018 com mais de 200 modificações, o que incluía faróis retangulares e um painel de madeira de lei. Em referência ao nome "Muhammad al-Fassi ", os operários da Araucária passaram a  chamar os protótipos de "Alaface" (de "al-Fassi"). 
Problemas causados pelo advogado de Muhammad Ali  levaram à inconclusão do projeto, o que serviu para colocar a Araucária Veículos em sérias dificuldades financeiras.
1. ↑  «Puma Automóveis: A história que não teve fim!». Revista Carro. 19 de abril de 2019. Consultado em 7 de março de 2021
2. 1 2 3 4 5  «PUMA (i)». Lexicar Brasil. 30 de maio de 2015. Consultado em 9 de junho de 2021
3. 1 2 3 4 5 6 7 8 9 10 11 12  «História da Puma Automóveis – Puma Automóveis». Consultado em 9 de junho de 2021
4. 1 2  «Puma Club do Brasil » Cronologia Puma». Consultado em 9 de junho de 2021
5. 1 2 3 4  «Carro Puma: conheça a história e os principais modelos». Portal Auto Shopping. 5 de outubro de 2017. Consultado em 9 de junho de 2021
6. 1 2  «PUMA (i)». Lexicar Brasil. 30 de maio de 2015. Consultado em 9 de junho de 2021
7. 1 2  «Puma Conheça a história do Puma, o esportivo brasileiro que fez muito sucesso aqui e no exterior. / SorocabaMotors». sorocabamotors.com.br. Consultado em 9 de junho de 2021
8. ↑  «Retrovisor: A história de Muhammad Ali e seu Puma 'Alface'». O Globo. 8 de junho de 2016. Consultado em 30 de julho de 2025
9. ↑  «Retrovisor: A história de Muhammad Ali e seu Puma 'Alface'». O Globo. 8 de junho de 2016. Consultado em 30 de julho de 2025

## Ressurgimento
A Puma voltou à ativa em 2013 inicialmente com a parceria de dois entusiastas empresários: Fernando Mesquita e Reginaldo Galafazzi, que criaram a Sociedade de Automóveis Mesgaferre. Em novembro de 2014, quando a marca Puma completou 50 anos. Posteriormente o nome foi mudado definitivamente para Puma Automóveis Ltda (novo nome oficial da empresa) anunciou a criação de um modelo protótipo da marca para corridas P-052. O automóvel tem como inspiração o antigo modelo GT, Lotus Elise e modelos boxers da Porsche.
O novo modelo seria fabricado com linhas inspiradas no clássico Puma “tubarão” GTE e com carroceria de fibra de vidro, além de motor central-traseiro e estrutura tubular. A ideia principal era produzir um lote de 25 a 30 carros para criar uma categoria automobilística própria, apadrinhada por Jan Balder, diretor de competições da Puma e ex-piloto, companheiro de Emerson Fittipaldi na lendária Mil Milhas de 1966, pilotando um GT Malzoni. O protótipo foi apresentado no final de 2016 na última etapa do Campeonato Paulista de Automobilismo, no Autódromo de Interlagos, em São Paulo. A categoria de pistas ainda não foi realizada, porém a Puma criou a versão homologada para as ruas. O novo Puma tem como nome GT Lumimari em homenagem ao nome original da empresa em 1963.

## Histórico
- Em 1964 O modelo GT Malzoni deu origem a uma seqüência de modelos que procuravam seguir as tendências de design e tecnologia mecânica de cada época, e ainda permitiam que a produção se adaptasse à disponibilidade de fornecedores e peças.
- Em 1966 surgiu o Puma GT (DKW), era basicamente o GT Malzoni com retoques estéticos.
- Em 1968, a plataforma Karmann Ghia 1500 substitui a plataforma DKW, cuja fabricação foi interrompida após a aquisição da DKW pela Volkswagen.
- Em 1970 o Puma GT passa a ser denominado Puma GTE.
- Em 1971 é lançado modelo conversível, denominado Puma GTE Spider.
- Em 1973 é lançada uma nova carroceria, apesar de muito similar era mais aprimorada nos detalhes. O conversível passou a se chamar Puma GTS.
- Em 1974 é lançado o Puma GTB, que utiliza plataforma Chevrolet Opala.
- Em 1976 houve nova mudança de plataforma dos modelos GTE e GTS, passando a ser utilizada a do veículo Volkswagen Brasília.
- Em 1980 são anunciadas três novidades: é lançado o modelo P-018, o modelo GTE passa a ser denominado GTI e o modelo GTS é rebatizado como GTC.
- Em 1986 em consequência de dificuldades financeiras, a Puma arrendou por tempo limitado suas marcas e moldes para a Araucária Veículos, que fabricaria um pequeno número de veículos.
- Em 1988 a produção dos modelos Puma passa para a Alfa Metais, que produziu os modelos AM1, AM2, AM3, AM4 e AMV.
- Em 1995 foi vendido o último automóvel com a marca Puma, um AM4 Spyder.
- Em 1999 foi vendido o último caminhão com a marca Puma, modelo 7900.
- em 2013 a Puma Automóveis Ltda nasceu para dar continuidade a história da marca, sendo a atual detentora dos direitos da marca Puma cedida pela Puma Indústria de Veículos S/A.

## Veículos produzidos
- Puma GT (DKW) (1967) (VW) (1968-1970)
- Puma GT4R (1969-1970) (Série especial)
- Puma P8 (1971)
- Puma Spyder (1971-1972)
- Puma GTE (1970-1980)
- Puma GTS (1973-1980)
- Puma GTB (1974-1979)
- Puma GTB S2 (1979-1987)
- Puma GTB S3 (1984-1984)
- Puma GTB S4 (1984-1984)
- Puma P-018 (1981-1987)
- Puma GTC (1981-1986)
- Puma GTI (1981-1987)
- Puma AM1 (1988-1990)
- Puma AM2 (1988-1990)
- Puma AM3 (1989-1991)
- Puma AM4 (1989-1995)
- Puma AMV (1988-1991)
- Puma 7900 (Caminhão)
- Puma GT P-052 (2013 - atualmente)
- Puma GT LUMIMARI (2017- atualmente)

## Volumes de produção

### Produção por ano
Brasil
| Ano             | Produção (unidades) | Observações                        |
| 1964/1965       | 15                  | GT Malzoni                         |
| 1966            | 34                  | GT Malzoni e GT DKW                |
| 1967            | 125                 | GT DKW                             |
| 1968            | 151                 | GT VW                              |
| 1969            | 272                 | GT VW                              |
| 1970            | 202                 | GT e GTE VW                        |
| 1971            | 323                 | GTE VW e GTS (Conversível)         |
| 1972            | 484                 |                                    |
| 1973            | 771                 | GTE/GTS e GTB                      |
| 1974            | 1.137               |                                    |
| 1975            | 1.583               |                                    |
| 1976            | 1.911               |                                    |
| 1977            | 2.898               |                                    |
| 1978            | 3.390               |                                    |
| 1979            | 3.595               |                                    |
| 1980            | 3.042               | GTI, GTC, GTE                      |
| 1981            | 929                 |                                    |
| 1982            | 471                 |                                    |
| 1983            | 146                 |                                    |
| 1984            | 100                 |                                    |
| 1985            | 10                  | Fechamento da fábrica de São Paulo |
| 1986/1987       | 15                  | Araucária Veículos                 |
| 1987-1993       | 200                 | Alfa Metais                        |
| 2013-atualmente | (protótipo)         | P-052                              |
| 2017-atualmente | (protótipo)         | GT LUMIMARI                        |

África do Sul
| 1973/1974 | 357 | Durban       |
| 1989-1991 | 26  | Verwoerdburg |

### Produção por país
| Brasil        | 21.891 |
| África do Sul | 383    |
| TOTAL         | 22.116 |

### Produção por modelo
Brasil
| Modelo      | Unidades fabricadas |
| GT Malzoni  | 49+1=50             |
| DKW Puma GT | 125                 |
| GT 1500     | 423                 |
| GTE         | 8.800               |
| Spyder      | 223                 |
| GTS         | 7.077               |
| GTI         | 610                 |
| GTC         | 1.740               |
| GTB S1      | 701                 |
| GTB S2      | 888                 |

## Galeria

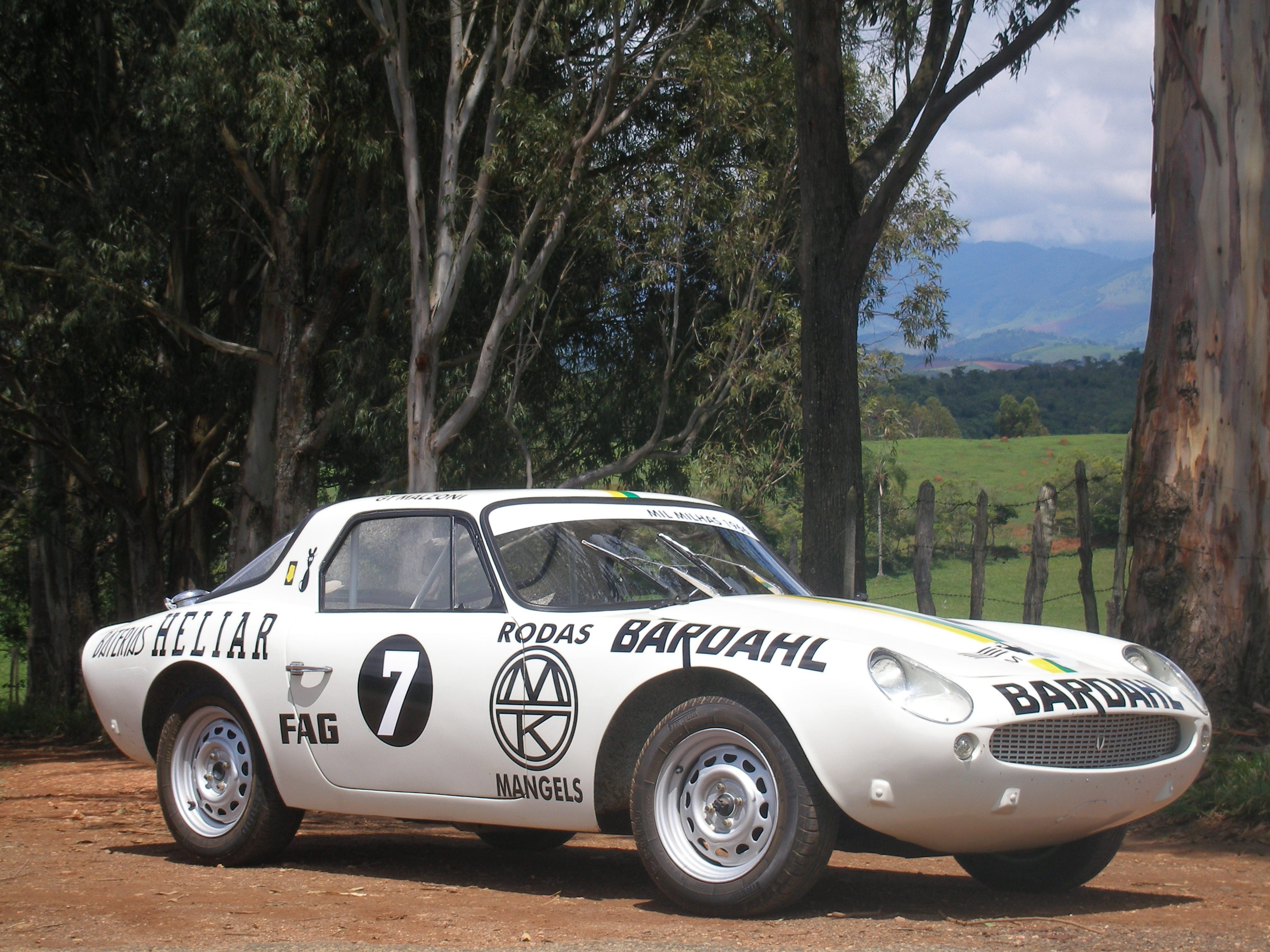
DKW GT Malzoni (1965)
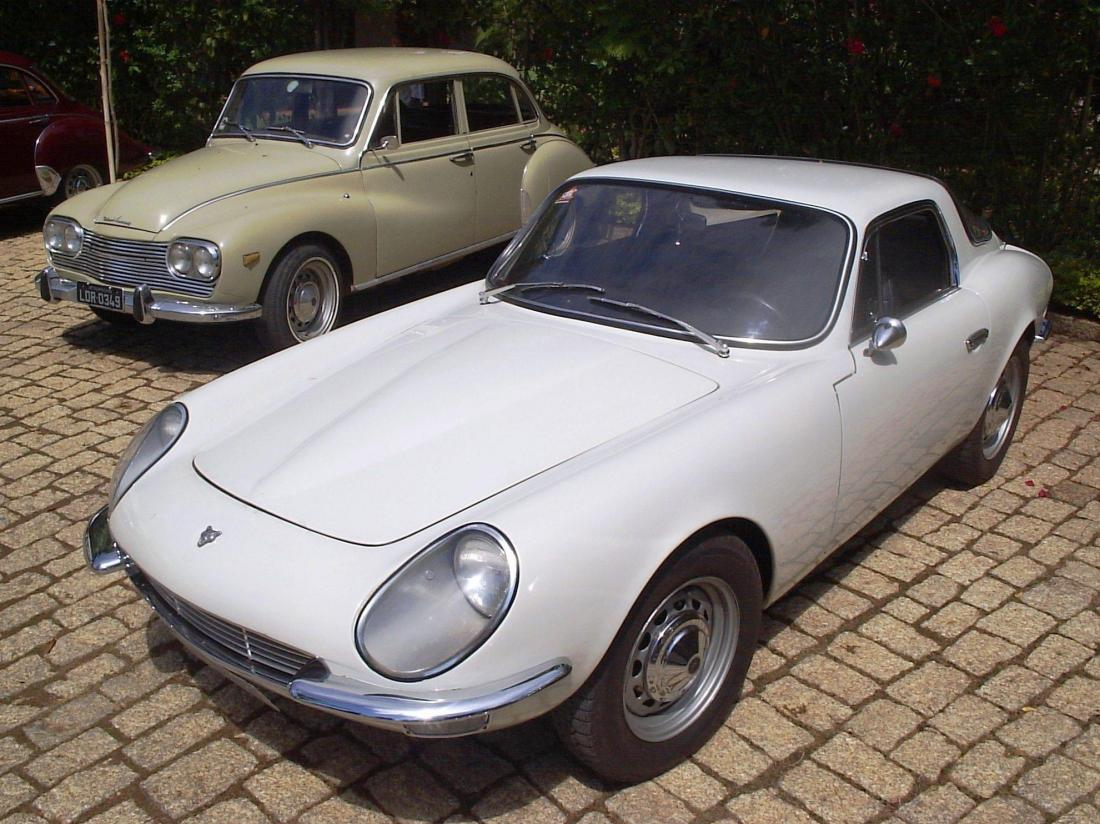
Puma GT 1967, ultimo modelo com motor DKW
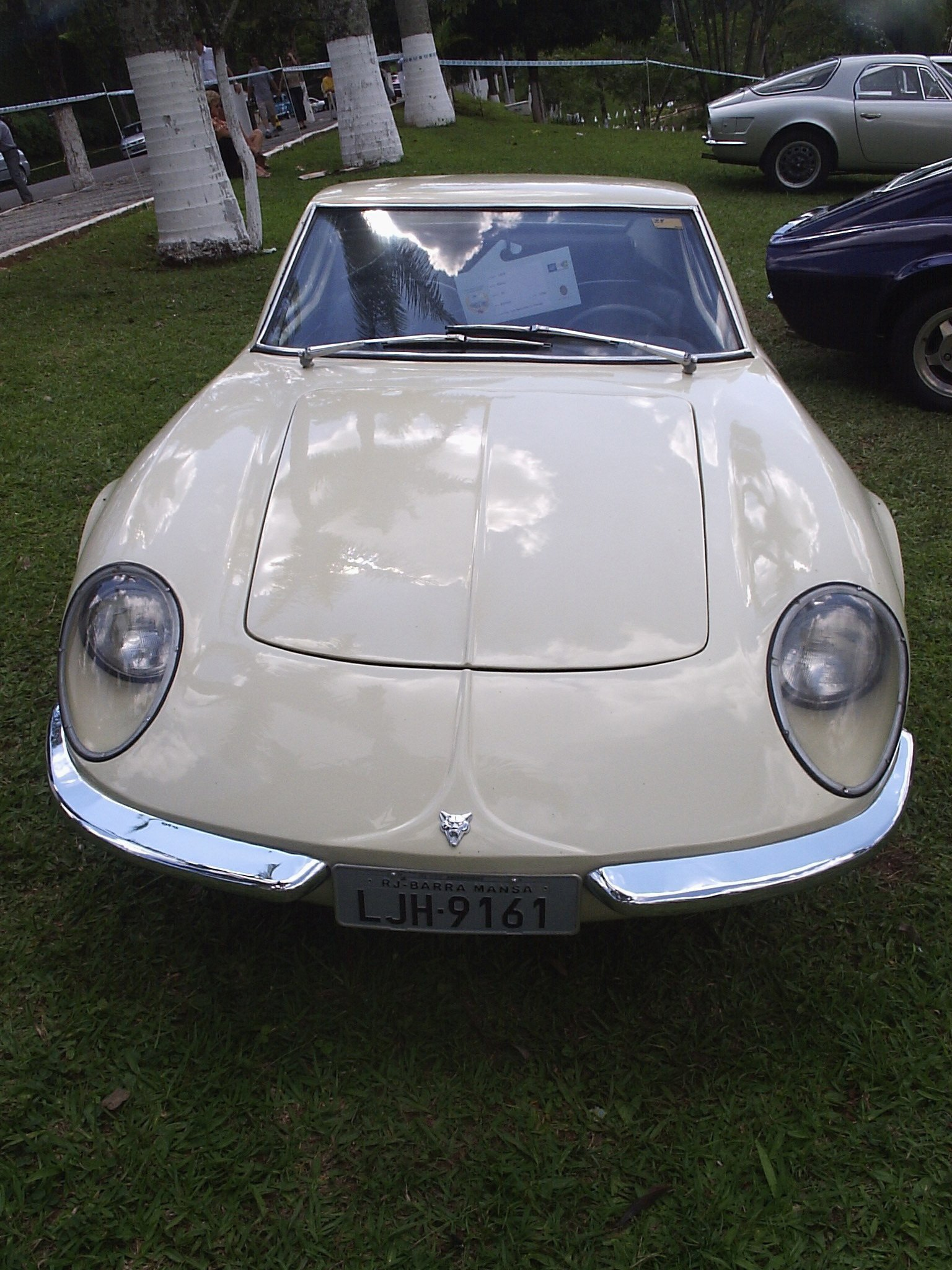
Puma GT 1500 (1969)
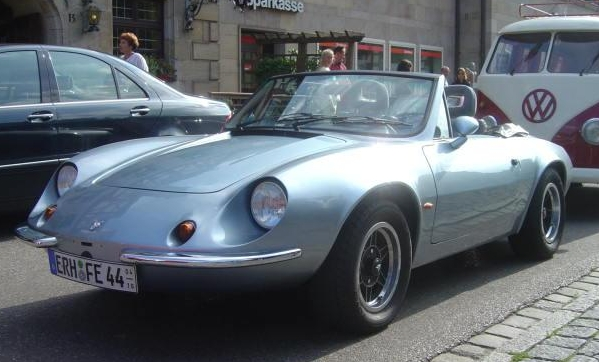
Puma GTS (Alemanha)
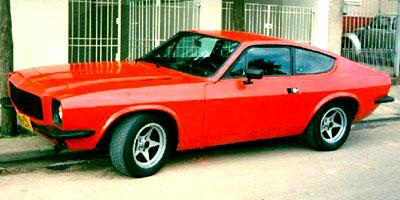
Puma GTB 250/S (1974)
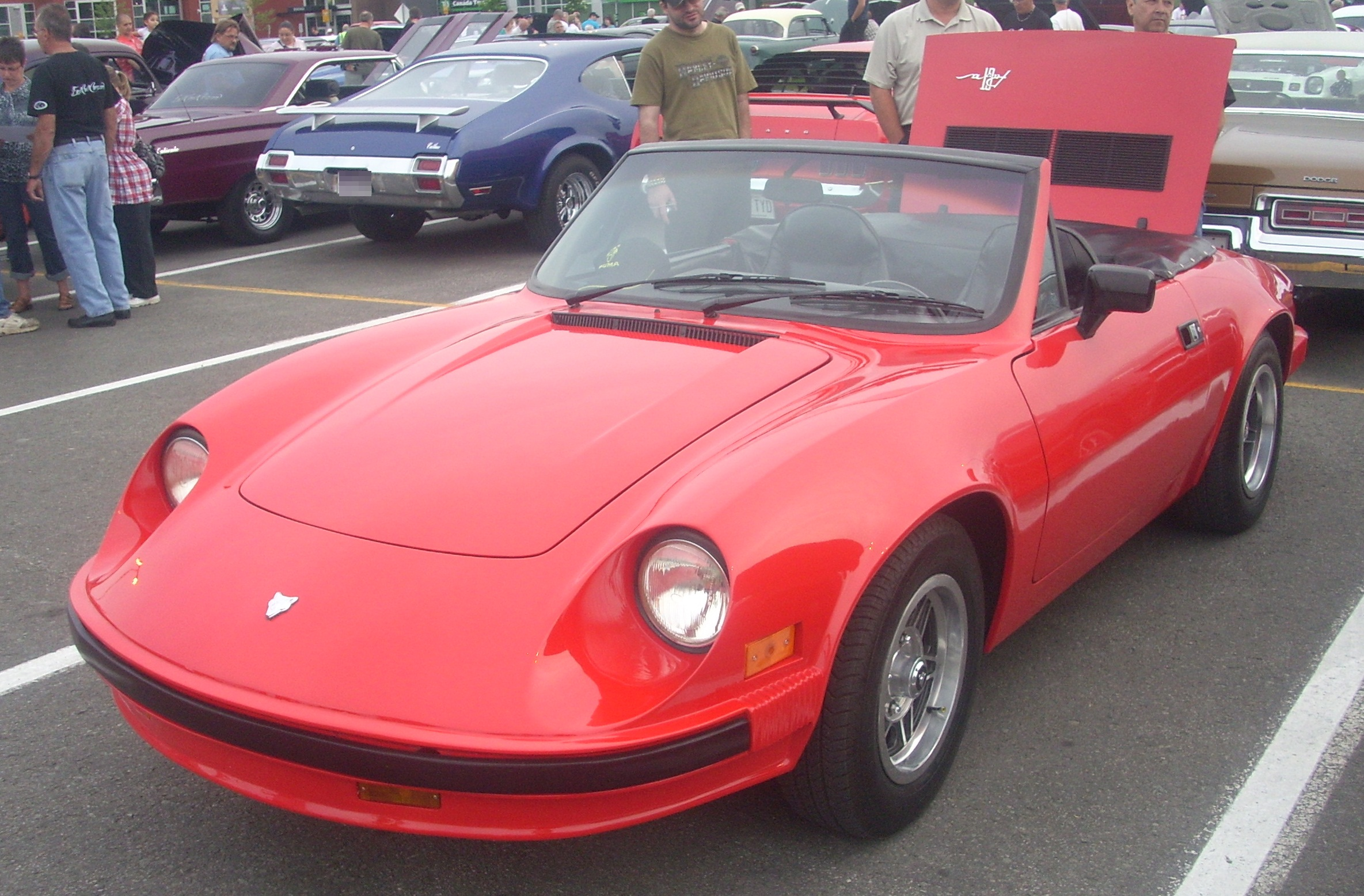
Puma GTC (1980-1985)
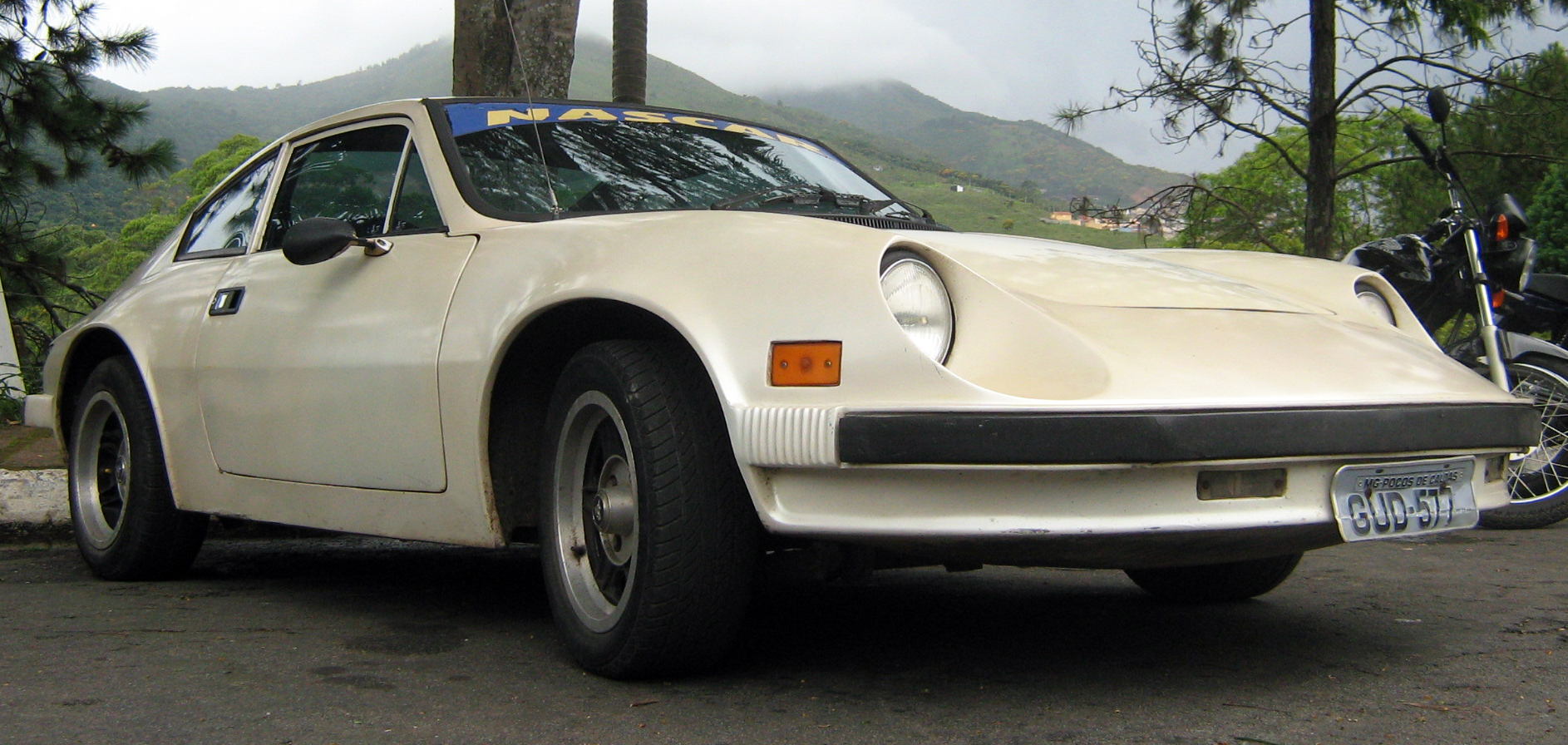
Puma GTI 1981-1985